# فرانکو کیلمی
فرانکو کیلمی (ایتالیایی: Franco Chillemi؛ ‏ ۱۹ ژوئیهٔ ۱۹۴۲ – ۵ نوامبر ۲۰۱۱) بازیگر، صداپیشه و مدیر دوبلاژ اهل ایتالیا بود.
او دوبلور الیور فورد دیویس، ویتوریو دوسه، رابرت لوجا و جیمز ارل جونز بوده و بابت دوبلهٔ کارتون‌های کودکان به‌ویژه پوکاهانتس، پوکاهانتس ۲: سفر به یک دنیای جدید و گوژپشت نتردام شهرت داشت.